# Démence (film)
Pour plus de détails, voir Fiche technique et Distribution.
Démence (Trhauma) est un giallo italien de Gianni Martucci sorti en 1980.

## Fiche technique
- Titre original italien : Trhauma ou Il mistero della casa maladetta[1]
- Titre français : Démence[2]
- Réalisateur : Gianni Martucci
- Scénario : Alessandro Capone, Gaetano Russo (it)
- Photographie : Angelo Bevilacqua
- Musique : Ubaldo Continiello
- Décors : Sandro Bellomia
- Costumes : Laura Frigo
- Production : Vincenzo Sinopoli, Alberto Marras (it)
- Sociétés de production : Joint Working Group (JWG)
- Pays de production :  Italie
- Langue originale : italien
- Format : Couleur
- Durée : 72 minutes
- Genre : Giallo
- Dates de sortie :
  - Italie : 1980 (visa délivré le 19 décembre 1979[1])
  - France : 22 octobre 1979[2]

## Distribution
- Gaetano Russo (it) (sous le nom de « Ronald Russo ») : Andrea
- Domitilla Cavazza (sous le nom de « Dafne Price ») : Lilly
- Roberto Posse (it) : Carlo
- Timothy Wood : Paul
- Franco Diogene (it) : Bitto
- Per Holgher : L'être
- Silvia Mauri : Silvia
- Anna Maria Chiatante : Olga
- Gina Mancinelli : Helen